# Philipp Luidl
Philipp Luidl (* 11. Dezember 1930 in Dießen am Ammersee; † 12. August 2015 ebenda) war ein Typograf, Buchgestalter, Autor, Lyriker und Fachlehrer.

## Leben und Werk
Luidl begann seine berufliche Laufbahn 1945 in der Druckerei Jos.C. Huber KG in Dießen als Schriftsetzerlehrling. 1948 legte er die Gehilfenprüfung ab und arbeitete in den Folgejahren u. a. bei C.H. Beck in Nördlingen, Universitätsdruckerei H. Stürtz AG in Würzburg, F. Bruckmann KG in München, D. W. Callwey in München und Franzis-Druck in München. 1955 legte er die Meisterprüfung als Schriftsetzer in München ab und trat 1958 in den Schuldienst ein. Luidl war Fachlehrer für Satz und Typografie an der Berufsschule in München, Dozent für Schrift und Typografie an der Akademie für das Grafische Gewerbe in München, an der Deutschen Meisterschule für Mode, Abteilung Grafik in München und an der Fachhochschule in der Abteilung Kommunikationsdesign.
Von 1979 bis 1985 war Luidl Vorsitzender der Typographischen Gesellschaft München. Er war Herausgeber der Publikationsreihen „Aus Rede und Diskussion“ und „Jahresgaben der Typographischen Gesellschaft München“. Für seine Buchgestaltung erhielt Luidl zahlreiche Auszeichnungen im jährlichen Wettbewerb der „Schönsten deutschen Bücher“ der Stiftung Buchkunst.
Luidl war Vorsitzender der Gehilfenprüfungskommission und der Meisterprüfungskommission der IHK München.

## Werk

### Schrift und Typografie
- Philipp Luidl (Hrsg.): J.T. – Johannes Tzschichhold, Iwan Tschichold, Jan Tschichold, tgm, München 1976.
- Philipp Luidl (Hrsg.) unter Mitarbeit von Günter Gerhard Lange: Paul Renner. Eine Jahresgabe der Typographischen Gesellschaft München, tgm, München 1978.
- Philipp Luidl und Günter Gerhard Lange (Hrsg.): Hommage für Georg Trump, tgm, München 1981.
- Typografie. Herkunft Aufbau Anwendung, Schlütersche Verlagsanstalt, Hannover 1989, ISBN 3-87706-290-3.
- Schrift, die Zerstörung der Nacht, tgm, München 1993.
- Gestaltung von Ornamenten, F. Bruckmann Verlag, München 1993, ISBN 978-3-76542-591-2.
- Typografie. Basiswissen. Deutscher Drucker, Ostfildern-Ruit 1996, ISBN 3-920226-75-5.
- Typografie. Praxisbeispiele. Deutscher Drucker, 1999, ISBN 3-920226-80-1.
- Desktop-Knigge. Setzerwissen für Desktop-Publisher, MaroVerlag, Augsburg 2000, ISBN 3-87512-412-X.
- Die Schwabacher. Die ungewöhnlichen Wege der Schwabacher Judenletter, MaroVerlag, Augsburg 2003, ISBN 3-87512-415-4.

### Lyrik und Prosa
- Gedichte, MaroVerlag, Augsburg 2000, ISBN 978-3-87512-251-0.
- Weitere Gedichte, MaroVerlag, Augsburg 2001, ISBN 978-3-87512-258-9.
- Diese Geschichte hat keinen Namen, MaroVerlag, Augsburg 2002, ISBN 978-3-87512-901-4.
- Andere Gedichte, MaroVerlag, Augsburg 2005, ISBN 978-3-87512-277-0.
- Die Ankunft der Worte. Gedichte, MaroVerlag, Augsburg 2008, ISBN 978-3-87512-285-5.
- Was zu merken ist. Miniaturen, MaroVerlag, Augsburg 2010, ISBN 978-3-87512-290-9.
- das wort beim wort genommen. Gedichte, MaroVerlag, Augsburg 2020, ISBN 978-3-87512-483-5.

### Übersetzung
- Robert Massin: La lettre et l'image. Du signe à la lettre et de la lettre au signe. Gallimard, Paris 1970, (dt. Buchstabenbilder und Bildalphabete. Vom Zeichen zum Buchstaben und vom Buchstaben zum Zeichen. Ravensburg 1970, ISBN 3-473-60144-6, übersetzt von Philipp Luidl und Rudolf Strasser)